# Decorum
Decorum – zasada zgodności treści z formą, inaczej jednorodność stylistyczna. Sformułowana przez Arystotelesa, rozwijana przez Cycerona i Horacego. Była stosowana do każdego gatunku literackiego. Polegała na odpowiednim dobraniu stylu pisania, słownictwa i składni do gatunku oraz tematyki dzieła. Ściśle związana z Arystotelesem i jego sposobem ukształtowania starożytnej tragedii.
Aby zaistniała zasada decorum, czyli zgodność treści z formą, konieczne było osiągnięcie harmonii pomiędzy następującymi elementami:
1. Styl języka – dostosowany do charakteru przedstawianych tematów. W przypadku treści tragicznych przyjmował formę poważną i wzniosłą, natomiast dla tematów błahych stosowano styl prosty i codzienny. Na przykład zagadnienia związane ze śmiercią przedstawiano w sposób poważny, bez miejsca na komiczne akcenty, żarty, czy śmiech.
2. Dobór postaci – ich sposób mówienia, zachowanie oraz sytuacje, w których się znajdowały, były zgodne z ich statusem społecznym, wiekiem i charakterem. Na przykład bohater pochodzący z warstwy chłopskiej posługiwał się prostym, niewyszukanym językiem.
3. Gatunek literacki – każde dzieło literackie charakteryzowało się odpowiednimi postaciami i stylem narracji, przypisanymi do konkretnego gatunku. Na przykład w eposach pojawiali się herosi i bogowie, podczas gdy w komediach dominowały postaci zwyczajne i codzienne.